# 岩居由希子
岩居 由希子（いわい ゆきこ、1972年1月13日 - ）は、日本の女性声優。千葉県八千代市出身。フリー。既婚。
旧芸名は岩井 由希子（読み同じ）。
代表作は『名探偵コナン』（吉田歩美）、『無人惑星サヴァイヴ』（ルナ）、『パッタ ポッタ モン太』（モン太）などがある。

## 略歴
千葉県八千代市で育つ。幼少期はケーキ屋に憧れていた。子供の頃からおままごとをするよりは、外で男の子と缶蹴りするほうが好きだった。子供の頃、映画『E.T.』を見て、主人公のエリオット（演:ヘンリー・トーマス）に恋してしまい、「お芝居とかやりたいなぁ」と思ったという。その後、中学時代にアニメ雑誌の連載記事がきっかけで声優を知り、テレビを観ながら「この人とこの人の声が同じ」と徐々に気付いて進路として意識した。
高校時代は演劇部に所属していた。高校卒業後、ビジネスの専門学校に通って勝田声優学院9期としても入学。内川藍維は同期生である。同学院卒業後、オフィス薫の養成所に一期生として入所。そこで同声優学院の外部講師として招かれていた村松康雄にお世話になった。その後、2年が経ち焦りも出始めていたが、ある日思い立ち、自宅でボイスレコーダーを回して声を録音して、自らデモテープを講師に渡して、洋画の声の初仕事を見事ゲットしたという。
1994年に『マクロス7』で声優デビュー。以前はオフィス薫、賢プロダクションに所属していた。 
デビュー後の仕事は1回きりでその後は恵まれず、やんわりと断られていた。ダメ出しをしている時に私語を発してしまうなど、周囲の集中や雰囲気を乱すため、スタジオ見学をしていた。その後は仕事を得るが、現場の収録は見学とは全く違い、とても緊張しており、初めてセリフを言うも反省したりボーッとしたりしてしまった。当時は周囲の温かい先輩が支えてくれたという。
しかし、中々大きな仕事に恵まれず、「そろそろ芽が出ないなら、声優を辞めた方がいいかもしれない」と悩んでいた時期があった。その時に『行け!稲中卓球部』の最終回のゲストヒロイン・星野純子役として出演。悩んでいた時期に考え方を少し変えて、「これまでやれなかったことをやってみよう!」、「どうせ辞めるんだったら、やりたくても出来なかったことをやってみよう」と一念発起していた。『行け!稲中卓球部』の収録打ち上げでは2次会、3次会と最後まで残って参加し、音響監督やディレクターから「岩居ちゃん、もう帰られないだろうから、タクシー代をあげるから帰りなさい」、「最後まで出てくれたお礼に」と1万円を渡された。しかし、岩居は「いえ、この1万円は要りません。次の仕事で呼んでください」と威勢よく断った。その思い切ったセリフがきっかけで、『名探偵コナン』のオーディションに呼ばれることになったという。
1996年から放送開始された『名探偵コナン』ではレギュラーで吉田歩美役を担当。当初は毛利蘭のオーディションを受けていたが、そちらは落選。しかし吉田歩美役が決まっておらず、空いていたということから音響監督が自身を推薦してくれたという。
2003年、『無人惑星サヴァイヴ』のルナ役で初の主人公役を担当。岩居は男の子っぽいところなどルナに近いところもあり、演じていた当初はルナの性格があまり気が強くならないように演じていた。しかし、音響監督の佐藤敏夫に「もっと強くやっていいよ」と言われて岩居は「やったー」と思うほど演じやすいところもあった。ルナについてはよい子過ぎることもあり、嫌みにならないように気をつけて演じていたという。
2009年に結婚・出産。
創造学園大学創造芸術学部芸術学科で講師をしていた。

## 人物
声種はメゾソプラノ。
特技はタッチタイピング。趣味は伊豆旅行。
好きな本はホラー、オカルト。好きな色はオレンジ。
好きな言葉は「千里の道も一歩から」 。

## 出演
太字はメインキャラクター。

### テレビアニメ
1994年
- マクロス7

1995年
- 行け!稲中卓球部（星野純子）
- 怪盗セイント・テール（女生徒）

1996年
- 超者ライディーン
- 名探偵コナン（1996年 - 2025年、吉田歩美、中森青子〈初代〉、桃井恵子〈初代〉、久美、武居直子、菊乃、岩井仁美、鮫崎美海、沖田恵子 他）
- 勇者指令ダグオン（女性）

1997年
- 金田一少年の事件簿（1997年 - 1999年、時原優、平嶋千絵、堀口啓子）
- 忍ペンまん丸（はりがねちゃん）

1998年
- コボちゃんスペシャル 約束のマジックディ（ヒロコ）
- それいけ!アンパンマン（しろみ〈初代〉、くしゃみおばけ）
- DTエイトロン（ホームボイス）

1999年
- サザエさん
- ワイルドアームズ トワイライトヴェノム（女の子）

2001年
- The Soul Taker 〜魂狩〜（椎名霞）

2002年
- GetBackers-奪還屋-（筧朔羅）

2003年
- 無人惑星サヴァイヴ（ルナ）

2004年
- GIRLSブラボー シリーズ（2004年 - 2005年、ナナエ・クウ・ハルカ） - 2シリーズ
- 月は東に日は西に 〜Operation Sanctuary〜（仁科恭子）
- RAGNAROK THE ANIMATION（月夜花）

2005年
- こてんこてんこ（ミノムシ）

2006年
- Gift 〜ギフト〜 eternal rainbow（里緒奈美）
- 史上最強の弟子ケンイチ（姫野真琴）
- パッタ ポッタ モン太（モン太）

2009年
- CLANNAD 〜AFTER STORY〜（先生）
- はっけん たいけん だいすき! しまじろう（りっちゃん）

2011年
- ドラえもん（テレビ朝日版第2期）（女の子）

2014年
- ハピネスチャージプリキュア!（相楽ひろ子）
- 名探偵コナン 江戸川コナン失踪事件 〜史上最悪の2日間〜（吉田歩美）

2016年
- 名探偵コナン エピソード“ONE”  小さくなった名探偵（吉田歩美）
- 名探偵コナン コナンと海老蔵 歌舞伎十八番ミステリー（吉田歩美）

2020年
- EEE探偵社（兎川エス、阿比留エミリ、プラス）

2022年
- 名探偵コナン 本庁の刑事恋物語〜結婚前夜〜（吉田歩美）
- 名探偵コナン 犯人の犯沢さん（吉田歩美）

### 劇場アニメ
1997年
- スレイヤーズぐれえと（子供）
- 名探偵コナンシリーズ（1997年 - 2025年、吉田歩美） - 28作品

2013年
- ルパン三世VS名探偵コナン THE MOVIE（吉田歩美）

### OVA
1993年
- 超時空世紀オーガス02（ライアン）

1995年
- 卒業 〜Graduation〜（女子B）

1999年
- 青山剛昌短編集「ちょっとまってて」「探偵ジョージのミニミニ大作戦」「プレイ イット アゲイン」（友里、真子、玲奈）
- 名探偵コナン 縄文体験やってみよう！（吉田歩美）

2000年
- 名探偵コナン コナンvsキッドvsヤイバ 宝刀争奪大決戦!（吉田歩美）
- 名探偵コナン インターネット謎のメール事件（吉田歩美）

2001年
- 名探偵コナン ピラミッドからの挑戦状！（吉田歩美）
- 名探偵コナン 謎のすい星怪獣を追え！（吉田歩美）

2002年
- 名探偵コナン 16人の容疑者!?（吉田歩美）
- 名探偵コナン 古代恐竜の謎に迫れ！（吉田歩美）

2003年
- とらいあんぐるハート 〜Sweet Songs Forever〜（月村忍）
- 名探偵コナン コナンと平次と消えた少年（吉田歩美、江坂繭美）
- 名探偵コナン 町探検！動物マークをゲットせよ！（吉田歩美）

2004年
- 東京大学物語

2005年
- 名探偵コナン 標的は小五郎!! 少年探偵団マル秘調査（吉田歩美）

2007年
- 名探偵コナン 阿笠からの挑戦状! 阿笠vsコナン&少年探偵団（吉田歩美）

2008年
- 名探偵コナン 女子高生探偵 鈴木園子の事件簿（吉田歩美）
- 名探偵コナン MAGIC FILE2 工藤新一 謎の壁と黒ラブ事件（吉田歩美）

2009年
- 名探偵コナン 10年後の異邦人（吉田歩美）
- 名探偵コナン MAGIC FILE3 新一と蘭・麻雀牌と七夕の思い出（吉田歩美）

2010年
- 名探偵コナン KID in TRAP ISLAND（吉田歩美）
- 名探偵コナン MAGIC FILE4 大阪お好み焼きオデッセイ（吉田歩美）

2011年
- 名探偵コナン ロンドンからの秘指令（吉田歩美）
- 名探偵コナン MAGIC FILE2011 新潟〜東京 おみやげ狂騒曲（吉田歩美）

2012年
- 名探偵コナン えくすかりばあの奇跡（吉田歩美）

2013年
- 史上最強の弟子ケンイチ（姫野真琴）※単行本第54巻OVA付き特装版

### Webアニメ
- 名探偵コナン 逃亡者・毛利小五郎（2014年、吉田歩美）

### ゲーム
1997年
- ウルティマ アンダーワールド（アリエル姫）
- ハイスクールテラストーリー（亜紀、電話の女）

1998年
- 名探偵コナン（1998年 - 2014年、吉田歩美、早紀） - 7作品

1999年
- 70年代風ロボットアニメ ゲッP-X（高槻今日子）
- SDガンダム GGENERATION（1999年 - 2006年、ファ・ユイリィ） - 4作品

2000年
- 機動戦士ガンダム ギレンの野望 ジオンの系譜（ファ・ユイリィ）

2001年
- てんたま（葵）
- プリズム・ハート（プリンセア）

2002年
- Erde 〜ネズの樹の下で〜（ヨーコ）

2003年
- THE 美少女シミュレーションRPG MoonLightTale（フィーネ）

2004年
- 月は東に日は西に 〜Operation Sanctuary〜（仁科恭子）

2007年
- きると 貴方と紡ぐ夢と恋のドレス（ミズキ）
- narcissu SIDE 2nd（優花）

2011年
- 機動戦士ガンダム 新ギレンの野望（ファ・ユイリィ）

2018年
- ぷよぷよ!!クエスト（吉田歩美）

### ドラマCD
- 岩居由希子プロデュースオリジナルドラマCD
  - 時の彼方へ　前編・後編
  - Wonderful Box
  - 夜叉ヶ池
- おまけの小林クン（斉藤あげは）
- 月は東に日は西に ドラマCDシリーズ（仁科恭子） 
  - ドラマCD from TV animation 月は東に日は西に 第1巻
  - ドラマCD from TV animation 月は東に日は西に 第2巻
  - ドラマCD from TV animation 月は東に日は西に 第3巻
- 天使のたまご（葵）
- トリニティブラッド Rage Against the Moons Chapter（娘B、レンの声、ロレッタ）
- ナルキ ドラマCD（優花）
- 名探偵コナン 少年探偵団からの挑戦状（吉田歩美）

### 吹き替え

#### 映画
- アナとオットー（幼い頃のアナ）
- アルティメットバトル 忍者VS少林寺
- 奇蹟の輝き（マリー）
- 世界の涯てに
- 沈黙の陰謀※テレビ版
- ハイランダー3/超戦士大決戦（ジョン・マクラウド）
- パワーレンジャーシリーズ
  - パワーレンジャー（TVレポーター、校内放送の声）
- マチルダ
- 乱気流/ファイナル・ミッション

#### テレビドラマ
- 流星花園（アミ〈阿美 アーメイ〉）

#### アニメ
- ケチャップ（クスクス夫人）
- マスク・アニメーション（テレビの声、女の子 他）

### テレビドラマ
- 名探偵コナン 工藤新一への挑戦状〜さよならまでの序章〜（吉田歩美の声）

### テレビ番組
- @サプリッ!（ナレーション）
- 3時にあいましょう - 未成年時代、俳優としてコーナーに参加。
- 裸の少年（ナレーション）

### ラジオ
- はにはにラジオ（パーソナリティ）
- CONAN RADIO（第5・6回目ゲスト）

### 音楽CD
- 無人惑星サヴァイブ スペシャルドラマ&キャラソンやでェ〜!
- 名探偵コナン キャラクター・ソング集 帝丹小学校に全員集合!!
  - 帝丹小学校校歌 / キャンプの歌 / 僕らの夢さ仮面ヤイバー / ナゾが僕らを呼んでいる'06 / やさしい雨〜オセンチな歩美〜 / 僕らの夢さ仮面ヤイバー（少年探偵団ショート・ヴァージョン）

### 朗読劇
- ハッピーバースデー 命かがやく瞬間（橋本先生、野村真知子）